# Puy de Seycheuse
Le puy de Seycheuse est un sommet culminant à 1 647 mètres d'altitude dans les monts du Cantal. Il se situe entre les vallées de l'Alagnon (commune de Laveissière) et de la Santoire (commune de Lavigerie).

## Toponymie
Le nom du sommet est issu de la présence de roches[Lesquelles ?][réf. souhaitée].

## Géographie

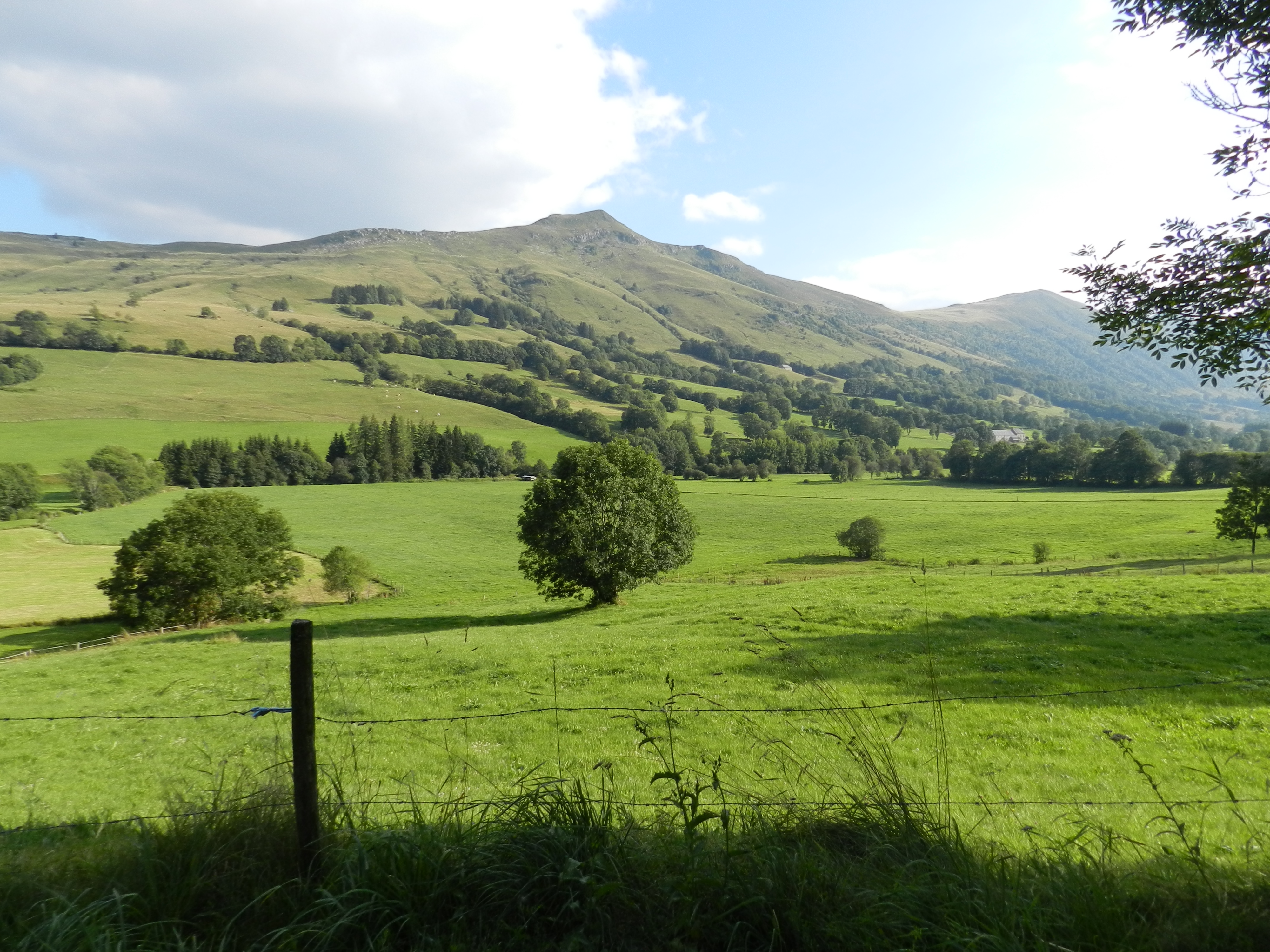
Vue du puy de Seycheuse depuis la vallée de la Santoire.

Le puy de Seycheuse se situe dans la partie orientale du stratovolcan du Cantal en position dominante au-dessus de la vallée de l'Alagnon. Comme beaucoup de sommets proches (puy Bataillouse, téton de Vénus, Bec de l'Aigle), il est formé d'un empilement de coulées trachyandésitiques, témoins des phases d'activité très violentes qu'a connues le stratovolcan entre 8,5 et 6,5 Ma.
Lorsque les conditions météorologiques sont favorables, on découvre tous les monts du Cantal ainsi que les monts Dore.
Comme le puy Mary ainsi que d'autres sommets auvergnats, le sommet est surmonté d'une croix.
Du haut de ses 1 647 mètres d'altitude, il domine :
- à l'ouest, le vallon de Vassivière, qui est incliné dans sa direction, et son buron ;
- au sud, la forêt des côtes de l'Or ;
- à l'est, la vacherie de Peyre Gary ainsi que son buron incrusté de croix latine, et le hameau de La Bourgeade ;
- au nord-est, la forêt de la Tria (ou En Golneuf) ainsi que son buron (l'un des plus vieux) ;
- au nord, le col de Cabre où la Santoire prend sa source.